# Blessthefall EP
Blessthefall é o segundo EP da banda americana de post-hardcore Blessthefall. Apenas 100 cópias foram feitas. Este EP foi gravado no Neckbeards em Tempe, Arizona em 7 de Abril de 2005. As cinco primeiras músicas foram incluídas em seu álbum de estréia His Last Walk.

## Faixas
| N.º            | Título                                | Duração |  |
| 1.             | "Times Like These"                    | 4:04    |  |
| 2.             | "Higinia"                             | 2:39    |  |
| 3.             | "Wait for Tomorrow"                   | 3:26    |  |
| 4.             | "Black Rose Dying"                    | 4:12    |  |
| 5.             | "Pray"                                | 4:33    |  |
| 6.             | "Take Me Now - Part I"                | 1:04    |  |
| 7.             | "Take Me Now - Part II"               | 1:50    |  |
| 8.             | "The Fine Line Between Love and Hate" | 6:11    |  |
| Duração total: | Duração total:                        | 27:31   |  |

## Créditos
- Craig Mabbitt - vocal
- Jared Warth - baixo, piano, programação, teclados, vocal
- Eric Lambert - guitarra principal, vocal
- Mike Frisby - guitarra base
- Matt Traynor - bateria